# Władysław Wankie

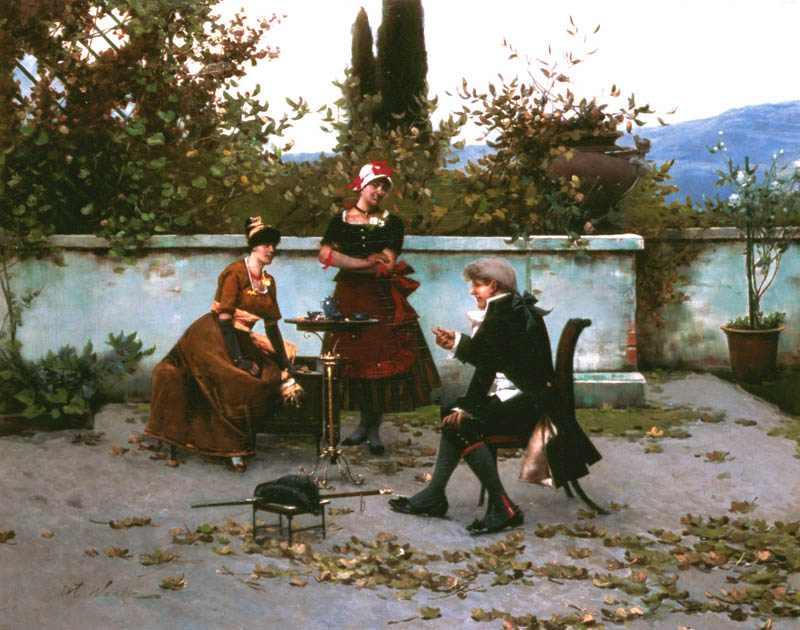
Na tarasie, ok. 1886-1888

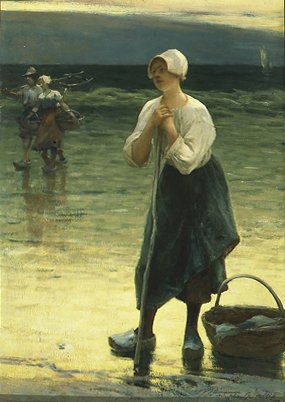
Rybaczka bretońska, ok. 1893

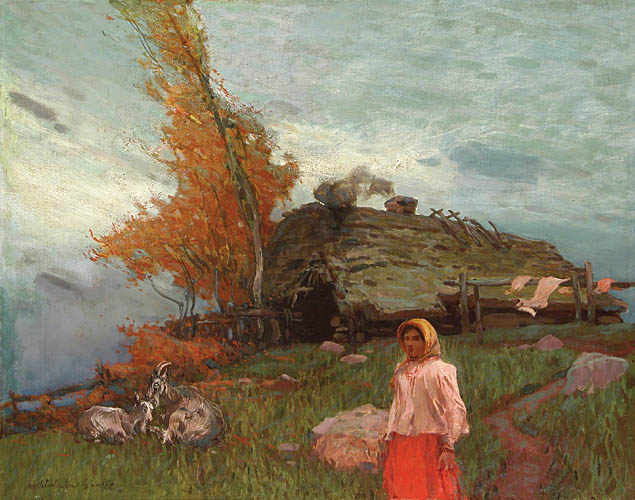
W górach, ok. 1908

Władysław Wankie (ur. 1860 w Warszawie, zm. 1925 tamże.) – polski malarz i krytyk artystyczny. Malował realistyczne pejzaże, sceny rodzajowe, religijne i symboliczne. Był współautorem Panoramy Tatr.

## Życiorys
Uczył się w latach 1875–1880 w warszawskiej Klasie Rysunkowej u Wojciecha Gersona, następnie krótko w krakowskiej Szkole Sztuk Pięknych. Nie mogąc zaakceptować akademizmu dominującego w krakowskiej uczelni, w 1882 wyjechał do Monachium, gdzie przebywał następnych 20 lat.
Wankie w Monachium prawdopodobnie studiował malarstwo, był związany z grupą polskich malarzy skupionych wokół Józefa Brandta. Stale utrzymywał kontakt z krajem, wysyłał obrazy na wystawy w Warszawie, m.in. w Zachęcie, współpracował z polskimi czasopismami.
W 1903 powrócił do kraju i zamieszkał w Warszawie. W 1905 został członkiem Towarzystwa Zachęty Sztuk Pięknych, w latach 1906–1924 redagował dział artystyczny czasopisma Świat, współpracował też z Tygodnikiem Ilustrowanym i Kurierem Warszawskim. Był jednym z twórców i wieloletnim prezesem konserwatywnego Stowarzyszenia Pro Arte.

## Twórczość
Początkowo artysta malował sentymentalne i naiwne sceny rodzajowe przedstawiające piękne kobiety w towarzystwie mężczyzn w pełnych kwiatów ogrodach. Obrazy te tworzone na zapotrzebowanie rynku niemieckiego odznaczały się dopracowaną, bogatą kolorystyką.
Po 1887 zwrócił się w stronę symbolizmu, być może pod wpływem Aleksandra Gierymskiego. Interesował się życiem i zajęciami zwykłych ludzi, najczęściej rybaków, i prostym, surowym krajobrazem nadmorskim.
Kolejnym etapem w twórczości Wankiego, był tzw. okres bretoński, w latach 1893–1894 odwiedził Holandię i Bretanię. Pod wpływem tej podróży do końca życia malował krajobrazy nadmorskie, ze stale obecnymi postaciami kobiet w strojach bretońskich. Dzieła te charakteryzuje bogactwo efektów świetlnych i pełen ciszy nastrój.
Dojrzały Wankie zwrócił się ku nastrojowej stylizacji, jego obrazy z tego okresu pełne są tajemniczości i nostalgii. To małe pejzaże i budzące niepokój sceny symboliczne i religijne. Zadaje pytania o kwestie ostateczne. Cechą charakterystyczną jego twórczości jest stosowanie głębokich i nasyconych kolorów, a także precyzyjne operowanie światłem.
Pochowany na cmentarzu ewangelicko-augsburskim przy ulicy Młynarskiej (aleja 20, grób 20).

## Ważniejsze prace
- Za Dyrektoriatu – 1886
- Poezja i miłość – 1887
- Nad Bałtykiem, Nad morzem, Nad brzegiem morza – 1887-1890
- Rybaczka bretońska – 1893
- Mogiła samobójcy – 1895
- Samotna w parku – ok. 1900
- Krajobraz z chałupa i topolą – 1907
- Święty Augustyn – 1907
- Matka Boska przed ukrzyżowanym Chrystusem – 1916
- Ostrygarki, Rybaczki – 1920-24
- Burza idzie – 1923